# Ewood Park
Edwood Park è un impianto sportivo situato a Blackburn, nel Lancashire, Inghilterra. È la sede delle partite casalinghe del Blackburn Rovers F.C. Lo stadio ha una capacità di 31.367 posti.

## Storia

### Origini
L'impianto di Ewood Park fu inaugurato nell'aprile del 1882 e, oltre a ospitare partite di calcio, era utilizzato anche per gare di atletica e corse di cavalli. I Blackburn Rovers tornarono a giocarvi nel 1890, segnando il loro primo incontro nel nuovo stadio contro l'Accrington Stanley nel settembre dello stesso anno. Nel 1893, il club acquistò la proprietà del terreno per £2500. ma poco dopo rischiarono un disastro quando una parte di una tribuna crollò sotto il peso di una folla di 20.000 persone durante la visita dell'Everton.
Nel 1903, venne realizzata la copertura sulla tribuna Darwen End, aumentando la capienza della tribuna a 12.000 spettatori, con una spesa di £1.680. Nel 1904, fu eretta la tribuna di Nuttall Street, progettata dall'architetto scozzese Archibald Leitch, per un costo di £24.000. Questa tribuna venne utilizzata per la prima volta dai tifosi il giorno di Capodanno del 1907 per una partita contro il Preston North End. Nel 1905, il barone tessile Laurence Cotton divenne presidente del club, avviando un'importante ristrutturazione sia della squadra che del campo. Nel 1906 quindi iniziò la costruzione di una nuova tribuna principale, con 4.112 posti a sedere nel livello superiore e una zona per 9.320 persone davanti, con spogliatoi e uffici sottostanti, seguendo l'angolo di Nuttall Street.
La tribuna di Nuttall Street cambiò poco fino a un incendio nel 1984 nell'angolo del Blackburn End della tribuna. Il club colse l'occasione per riqualificare questa sezione della tribuna con l'aggiunta di palchi executive e una lounge con vetrata che si affacciava sul campo. Il costo dello sviluppo fu di £250.000 e venne ribattezzato John Lewis Complex, in onore del fondatore del club.
La tribuna del Blackburn End fu dotata di gradinate nel 1928 e acquisì un tetto a sbalzo in cemento nel 1960, finanziato grazie alla corsa in FA Cup fino alla finale del 1960.
Una tribuna a doppio livello fu costruita nel 1913, portando la capacità dello stadio a 70.886 posti, di cui 7.000 a sedere. Nel 1928, il tetto della tribuna Riverside fu ristrutturato per una spesa totale di £1.550.
Ewood Park vide la sua più grande affluenza di pubblico con 62.522 spettatori per la visita del Bolton Wanderers nel 1929 . I riflettori furono installati nel 1958 e utilizzati per la prima volta in un'amichevole contro il Werder Brema.

### Il Nuovo Ewood
Dopo l'avvenuta cessione della società Walkersteel alla British Steel Corporation per 330 milioni di sterline, Jack Walker decise di acquistare i Blackburn Rovers e avviare la trasformazione di Ewood Park in uno degli stadi più avanzati del paese. Ottenuto il pieno controllo sul Blackburn Rovers alla fine della stagione 1990-91, Walker svelò i piani per ricostruire i tre lati rimanenti di Ewood Park, con l'approvazione del consiglio locale nel giugno 1992. Entro febbraio 1994, le nuove tribune a due livelli Blackburn End e Darwen End furono inaugurate, con parcheggi situati dietro ambe le tribune. Questo progetto comportò la demolizione di diverse abitazioni nella Nuttall Street e di un mulino.
La trasformazione dello stadio fu completata nell'agosto 1994 con l'apertura della tribuna Jack Walker. Il nuovo Ewood Park fu ufficialmente inaugurato nel novembre 1995, e i Blackburn Rovers segnarono l'occasione con una vittoria per 7-0 sul Nottingham Forest.

## Settori

### La Tribuna Jack Walker
La tribuna più grande dello stadio è intitolata all'ex proprietario del club Jack Walker. Questa 11.000 posti a sedere ed è una delle tre tribune costruite durante la riqualificazione di Ewood Park negli anni '90. Questa tribuna ospita gli spogliatoi, le strutture per i media e le conferenze, e le suite di ospitalità come la Premier Suite e la Jack's Kitchen, in collaborazione con la multinazionale Sodexo. Le case vicine in Nuttall Street furono demolite per fare spazio alla tribuna.

### Ronnie Clayton Blackburn End
La moderna tribuna Blackburn End ha 8.000 posti a sedere e fu costruita nei primi anni '90. La tribuna ospita una sezione vocale dei tifosi dei Rovers, un giardino commemorativo e una statua di Jack Walker. La tribuna fu rinominata Ronnie Clayton End nel 2011 in onore del giocatore storico Ronnie Clayton.

### La Tribuna RFS Riverside
La tribuna Riverside fu sostituita da una nuova tribuna nel 1988 dopo che la vecchia tribuna non superò un controllo di sicurezza nel 1985, successivamente all'incendio dello stadio del Bradford City. La nuova tribuna, con oltre 1.000 posti, fu sponsorizzata dalla Walkersteel. Ulteriori posti furono aggiunti nel 1990. Attualmente, la tribuna è sponsorizzata dalla Regulatory Finance Solutions e ospita circa 6.000 spettatori.

### Bryan Douglas Darwen End
La moderna tribuna Darwen End fu costruita nel 1993 e ha 8.000 posti a sedere, ospitando sia i tifosi di casa che quelli ospiti. La tribuna fu rinominata nel 2012 in onore della leggenda del club Bryan Douglas.

## Altri utilizzi
Oltre a ospitare le partite dei Blackburn Rovers, l'Ewood Park ha accolto altri eventi, inclusa la finale di replay della Football League War Cup nel 1941, partite internazionali e seminali di FA Cup. Nel 2002, ha ospitato una partita di rugby league tra la Gran Bretagna e la Nuova Zelanda. Nel 2005, ha ospitato tre partite del campionato europeo femminile, inclusa la finale. Nel 2017, Ewood Park ospitò un concerto di Elton John e nel 2022 fu aperto per la preghiera dell'Eid al-Fitr per la comunità musulmana locale.

## Dati statistici
L'affluenza media registrata è di circa 3.492 tifosi per partita.
Il record di affluenza all'Ewood Park è stato stabilito durante la Blackburn Rovers-Bolton Wanderers del 2 marzo 1929, sesto turno della FA Cup, con 61.783 spettatori presenti.
Per quanto riguarda il record di affluenza per un incontro di campionato, questo è stato stabilito nel match di League One Blackburn Rovers-Preston North End del 26 dicembre 1921, con 52.656 spettatori presenti al momento dell'incontro.